# Die 1000 Augen des Dr. Mabuse
Die 1000 Augen des Dr. Mabuse ist ein deutsch-französisch-italienischer Kriminalfilm, der 1960 in West-Berlin gedreht wurde. Dieser letzte Film von Fritz Lang war die Fortsetzung seiner beiden von ihm geschaffenen Dr.-Mabuse-Filme aus den 1920er und 1930er Jahren. Der von Artur Brauners CCC Filmkunst GmbH produzierte Schwarzweißfilm entstand unter finanzieller Beteiligung der Firmen C.E.I. Incom (Rom) sowie Critérion Film S.A. (Paris) und war Auftakt zu einer Reihe mit fünf weiteren Dr.-Mabuse-Filmen, die bis 1964 folgten. Der Film wurde am 14. September 1960 im Gloria-Palast in Stuttgart uraufgeführt.

## Handlung
Kurz nachdem der Fernsehreporter Peter Barter seinem Sender den größten Knüller des Jahres angekündigt hat, wird er in einem an der Ampel stehenden Wagen tot aufgefunden. Die Polizei stellt fest, dass er mit einer bisher unbekannten Waffe getötet wurde; eine Stahlnadel ist ihm direkt ins Hirn gedrungen. BKA und Interpol schalten sich ein.
Man erinnert sich an den größenwahnsinnigen Superverbrecher Dr. Mabuse, der 1932 in einem Irrenhaus starb. Diverse Spuren deuten auf das Hotel Luxor hin: Eine Reihe von Verbrechen, bei denen große Geldsummen den Besitzer wechselten, hatte in diesem Luxushotel ihren Ausgangspunkt. Und dort kommt es auch bald wieder zu einem spektakulären Ereignis um den US-Milliardär Travers. Die hübsche Marion ist der Lockvogel, der seine Bekanntschaft machen soll; sie steht unter Hypnose und wird von ihrem klumpfüßigen Ehemann terrorisiert, der in den Diensten des legendären Dr. Mabuse bzw. dessen Nachfolger steht.
Travers hat mit Kernspaltung zu tun und ist dadurch für Mabuses Organisation interessant geworden, die das Hotel Luxor, das einst von den Nazis erbaut und mit einer geheimen Überwachungsanlage ausgestattet worden war, als Basis für lukrative Fischzüge benutzt.
Drahtzieher hinter all diesen Verbrechen ist der Arzt Prof. Jordan, der in dem Wahn lebt, er müsse das Werk des Verstorbenen fortsetzen. Mithilfe eines als Vertreter agierenden Interpol-Agenten sowie von Kommissar Kras gelingt es Travers schließlich, den Wahnsinnigen zu entlarven und dessen Bande zu zerschlagen.

## Entstehungsgeschichte

### Vorgeschichte
Die von Fritz Lang inszenierten Filme Dr. Mabuse, der Spieler (1922) und Das Testament des Dr. Mabuse (1933) erwiesen sich als außerordentlich spannende Filme; sie gelten spätestens seit den Wiederaufführungen in der Nachkriegszeit als Klassiker der deutschen Filmgeschichte.
1953 erwarb der Filmproduzent Artur Brauner von Norbert Jacques, dem Verfasser der Romanvorlagen, die Nutzungsrechte an der bekannten Verbrecherfigur. Weil die Erfolgsaussichten für fiktive Kriminalstoffe in den 1950er Jahren seitens der Filmverleiher als gering eingeschätzt wurden, war Brauners CCC-Film zunächst mit der Herstellung von Filmen anderer Genres beschäftigt. Diese Situation änderte sich, als sich der 1959 vom Constantin-Filmverleih vermarktete Edgar-Wallace-Film Der Frosch mit der Maske als großer Publikumserfolg erwiesen hatte. Rialto Film sicherte sich die Verfilmungsrechte fast aller Romane von Edgar Wallace und konkurrierende Firmen entwickelten in deren Folge zahlreiche weitere Kriminalfilme.

### Drehbuch und Vorproduktion

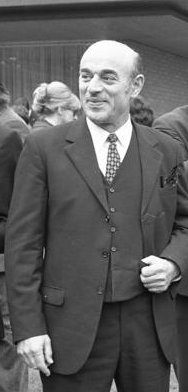
Produzent Artur Brauner

Das 1959 von Brauner vorgestellte Projekt einer Mabuse-Filmreihe wurde beim Constantin-Filmverleih begeistert aufgenommen. Der Produzent entwickelte in Zusammenarbeit mit Gerhard F. Hummel ein erstes Konzept. Außerdem konnte man erneut den 1956 aus den Vereinigten Staaten nach Deutschland zurückgekehrten Regisseur Fritz Lang verpflichten, der 1958 bzw. 1959 für Brauners CCC-Film schon Der Tiger von Eschnapur und dessen Fortsetzung Das indische Grabmal inszeniert hatte. In Zusammenarbeit mit Heinz Oskar Wuttig schrieb Lang für seinen dritten Mabuse-Film ein Drehbuch, das auf dem 1931 auf Esperanto veröffentlichten Roman Mr. Tott kauft 1000 Augen (Originaltitel: Mr. Tot aĉetas mil okulojn) seines Wegbegleiters Jan Fethke (Pseudonym: Jean Forge) basiert. Die Rahmenhandlung der Buchvorlage, in der Mabuse nicht vorkommt, wurde dafür mit der bekannten Verbrecherfigur und dessen Motiven kombiniert.
In der Handlung finden sich Aspekte des Überwachungsstaats und der Orwellschen Big-Brother-Thematik. Möglicherweise können dem Film auch Deutungen des Kalten Krieges mit dem unterschwelligen Kampf um die Weltherrschaft zugesprochen werden. So wurde die Zeit des späten deutschen Wirtschaftswunders visuell deutlich eingefangen. In der Person des US-amerikanischen Atom-Industriellen und Multimillionärs Henry B. Travers wurde die Möglichkeit des persönlichen ökonomischen Aufstiegs ebenso thematisch integriert wie die unterschwellige Angst vor einem Atomkrieg. Im Gegensatz zu seinen Mabuse-Adaptionen während der Weimarer Republik wollte der Regisseur mit seinem neuen Film aber weniger politische oder besondere stilistische Ambitionen verwirklichen, als vielmehr eine „rauhe und realistische, fast im Wochenschaustil“ inszenierte Geschichte erzählen.
Um den Film international vermarkten zu können, besetzte Brauner die Rollen mit renommierten und namhaften Darstellern, allen voran die britische Schauspielerin Dawn Addams und der Deutsch-Amerikaner Peter van Eyck. In der Rolle des charismatischen Kommissars Kras ist Gert Fröbe zu sehen. In zwei späteren Mabuse-Filmen sollte er die wiederkehrende Rolle des Kommissar Lohmann übernehmen, der in den Fritz-Lang-Filmen M und Das Testament des Dr. Mabuse von Otto Wernicke verkörpert wurde. Die Nebenrollen wurden ebenfalls von bekannten Film- und Bühnenschauspielern wie Werner Peters, Reinhard Kolldehoff oder Howard Vernon übernommen. In der Titelrolle sah man Wolfgang Preiss, der den mysteriösen Superverbrecher auch in späteren Beiträgen der Filmreihe darstellte. Um die Auflösung des Films nicht bereits mit der Besetzungsliste zu verraten, wurde Preiss in Ankündigungen nur in der Rolle des Professor Jordan aufgeführt, während als Darsteller des Cornelius „Lupo Prezzo“ (eine italienische Übersetzung von „Wolf Preis“) ausgewiesen wurde. Außerdem wurde er in den entsprechenden Szenen von Curt Ackermann synchronisiert. In einer Statistenrolle ist in einer Gruppe von Presseleuten Dieter Hallervorden zu sehen.

### Produktion
Die Dreharbeiten der deutsch-italienisch-französischen Koproduktion fanden vom 4. Mai bis 28. Juni 1960 in West-Berlin, überwiegend in den Studios der CCC-Film in Berlin-Haselhorst, statt. Für die Filmbauten waren die Filmarchitekten Erich Kettelhut und Johannes Ott verantwortlich. Die Kostüme entwarf Ina Stein. Die vergleichsweise wenigen Außenaufnahmen entstanden größtenteils auf dem Gelände des Ateliers und in dessen unmittelbarer Umgebung. So stürzt Dr. Mabuses Wagen am Ende des Films von der Großen Eiswerderbrücke. Offiziell wurde der Film Die 1000 Augen des Dr. Mabuse nicht von der CCC Filmproduktion GmbH produziert, sondern von der neu gegründeten CCC Filmkunst GmbH.

### Filmmusik
Die Filmmusik wurde von Gerhard Becker arrangiert und dirigiert. Neben überwiegend eigenen Kompositionen fand in dem Film auch eine Instrumentalversion des Caterina-Valente-Schlagers Schau ich zum Himmelszelt von Werner Müller Verwendung. Der in einigen Stablisten genannte Filmkomponist Bert Grund wird im Filmvorspann nicht genannt.
Die Titelmusik des Films erschien im Jahr 2000 auf der CD Kriminalfilmmusik No. 4.

## Synchronisation
Da es sich um eine Koproduktion mit zum Teil fremdsprachigen Schauspielern handelte, mussten diese synchronisiert werden. Aus dramaturgischen Gründen erhielt Wolfgang Preiss in der Rolle des Wahrsagers Cornelius die Stimme von Curt Ackermann, während er als Professor Jordan selbst zu hören ist.
| Rolle              | Darsteller      | Synchronsprecher  |
| ------------------ | --------------- | ----------------- |
| Marion Menil       | Dawn Addams     | Dagmar Altrichter |
| Cornelius          | Wolfgang Preiss | Curt Ackermann    |
| Hoteldetektiv Berg | Andrea Checchi  | Harry Wüstenhagen |
| Hotelmanager       | Nico Pepe       | Joachim Cadenbach |
| Michael Parker     | David Cameron   | Knut Hartwig      |

## Rezeption

### Veröffentlichung
Die FSK gab den Film am 5. September 1960 ab 16 Jahren frei. Der am 14. September desselben Jahres uraufgeführte und vom Prisma-Filmverleih, einem Tochterunternehmen der Constantin-Film, in die Kinos gebrachte Film entwickelte sich kommerziell zu einem außerordentlichen Erfolg. Mit der düsteren und bedrohlichen Stimmung hatte Brauner zu den ironisch-distanzierten Edgar-Wallace-Filmen ein originelles Pendant gefunden, was vom Publikum honoriert wurde.
Dass der Film in den Augen der Filmkritiker weniger als seine früheren Werke die Handschrift von Fritz Lang trägt, lag mit Sicherheit an den die Dreharbeiten begleitenden Auseinandersetzungen zwischen dem Regisseur und dem Produzenten. Aber auch als moderner Thriller wies der Film einige inszenatorische Unzulänglichkeiten auf. Fritz Lang, der mit Die 1000 Augen des Dr. Mabuse seinen letzten Spielfilm inszenierte, räumte später ein, dass ihm durch die Emigration die deutsche Sprache nach dem Krieg fremd geworden war. Die Mabuse-Reihe der 1960er Jahre wurde 1961 mit dem von Harald Reinl inszenierten Film Im Stahlnetz des Dr. Mabuse fortgesetzt.
Seit seiner Fernsehpremiere am 12. September 1966 im Ersten ist Die 1000 Augen des Dr. Mabuse regelmäßig im Fernsehen wiederholt worden. Es existieren auch mehrere Video- und DVD-Veröffentlichungen. Auf dem 2005 erschienenen Boxset Dr. Mabuses Meisterwerk von Universum Film wurden einige fehlende Sekunden am Anfang des Films ergänzt. Dabei wurde auf das Logo des Prisma-Verleihs aus einem anderen Film sowie versehentlich auf das Logo und die Fanfare der CCC Filmproduktion GmbH aus dem Film Im Stahlnetz des Dr. Mabuse zurückgegriffen. Die Altersfreigabe des Films wurde für die DVD-Veröffentlichungen auf zwölf Jahre herabgestuft, wobei für das Boxset, aufgrund des darin enthaltenen Films Scotland Yard jagt Dr. Mabuse, weiterhin eine Freigabe ab 16 Jahre gilt.
Unter dem Titel Die 1000 Glotzböbbel vom Dr. Mabuse kam der Film im Jahr 2018 in einer schwäbischen Synchronisation mit abgeändertem Inhalt, produziert von Dodokay, wieder in die Kinos.

### Auszeichnung
Die 1000 Augen des Dr. Mabuse wurde am Tag der Uraufführung von der Filmbewertungsstelle Wiesbaden mit dem „Prädikat wertvoll“ ausgezeichnet.

### Kritiken
„Zeitvertreib mit gepflegt makabrer Note, von dessen manchmal unglaubwürdig perfektionistischen Mitteln man sich durch leise Ironie distanziert. Beste Leistung: Gert Fröbe.“

„… womit eine seinerz. erfolgreiche Story weitergesponnen; nicht sehr wahrscheinlich, aber reich an bewährten u. neuen Ingredienzien, gut besetzt u. in gleichermaßen imponierendem wie gruseligen Milieu.“

„Schwache, wenn auch nicht spannungslose Fortsetzung der Mabuse-Filme von 1929 und 1932.“

„Fritz Langs letzter Film liegt auf der Sensationsebene all jener Krimis, die zur selben Zeit produziert wurden. Deshalb kann er zwangsläufig nie die filmischen Qualitäten seiner alten Mabuse-Erfolge (Dr. Mabuse, der Spieler, Das Testament des Dr. Mabuse) erreichen, betreibt aber dennoch ein unterhaltsam-reizvolles Spiel mit doppelbödigen Perspektiven, Trugbildern und falschem Schein.“

„‚Die 1000 Augen des Dr. Mabuse‘ ist atmosphärisch ein toller Krimi mit toller Besetzung. […] Gerd Fröbe als Kommissar war eine mehr als nur gute Wahl, wenn auch der Streifen als solcher seine Längen hat.“

„‚Die 1000 Augen des Dr. Mabuse‘ ist gewiss keiner der besten Filme von Fritz Lang, denn die Handlung wirkt nicht nur konstruiert, sondern in ihrer Kompliziertheit auch aufgebläht. Beachtlich sind die Optik und die Atmosphäre des durchaus spannenden Thrillers.“

„‚Man kann den Film als Parabel auf die bundesrepublikanische Realität lesen: Wo die Braven und Friedfertigen wieder einmal dabei sind, den Manipulateuren im Hintergrund anheimzufallen, den Machtsüchtigen, den Geld-Jongleuren.“

## Hörbuch
- Die 1000 Augen des Dr. Mabuse mit Zwischentexten gelesen von Wolf Frass. Autorin: Susa Gülzow. Eichborn Verlag, Frankfurt am Main 2005, ISBN 978-3-8218-5381-9.